# 毛叶山柑
毛叶山柑（学名：Capparis pubifolia）是山柑科山柑属的植物，为中国的特有植物。分布在中国大陆的云南、广西等地，生长于海拔850米至1,280米的地区，一般生于丘陵和山坡灌丛中，目前尚未由人工引种栽培。